# Кузнечный двор (Выборг)
Кузнечный двор Выборгского замка — двор-форбург, относящийся первоначальному объёму замка XIII—XIV века. Наравне с нижними ярусами Башни Святого Олафа является наиболее древней постройкой на Замковом острове. Свое название получил из-за располагавшейся здесь кузницы, кроме того в ходе археологических раскопок здесь были обнаружены следы косторезной мастерской. Каменные строения на территории двора были окончательно разобраны в XIX веке. Основание оборонительной стены, а также фундаменты построек Кузнечного двора были раскрыты в ходе археологических раскопок в 1960—1980-х годах.
Оборонительная стены Кузнечного двора соотносится к первому строительному этапу замка XIII—XIV веков. Территория скального холма к западу от донжона не входила в систему основной застройки кастеля и играла роль форбурга. Аргументом в пользу этой гипотезы является функциональное назначение двора — размещение мастерских ремесленников, а также примыкание оборонительной стены двора в внешним стенам кастеля под небольшим углом.

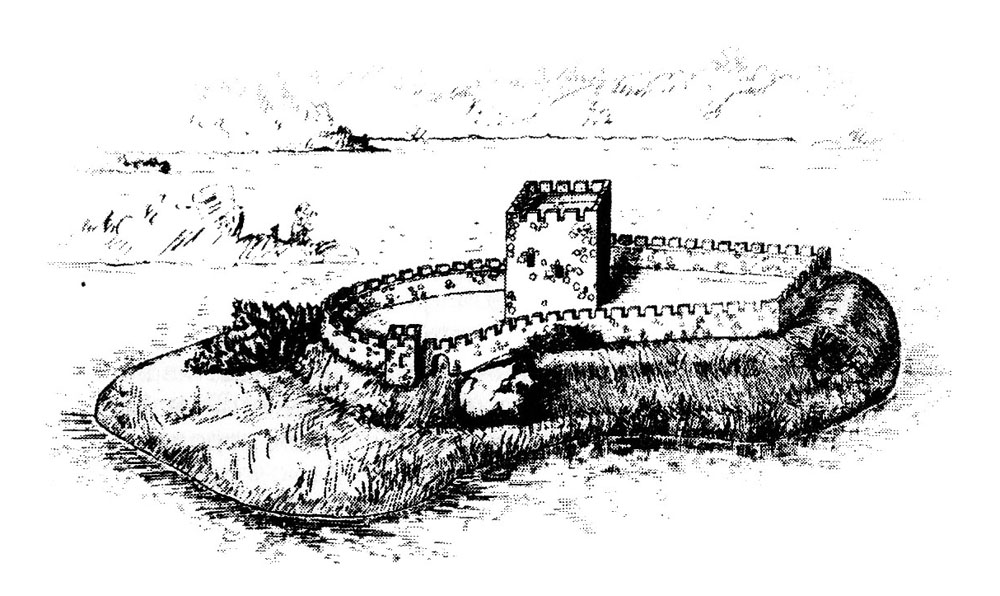
Реконструкция первоначального облика замка (Кузнечный двор слева от Башни Святого Олафа)

Толщина оборонительной стены Кузнечного двора у основания колеблется от 1.6 до 2.0 м, Трасса стены в общих чертах повторяет рельеф скальной возвышенности. К северо-западу от Башни Святого Олафа стена образует почти правильный полукруг с радиусом около 14 м, переходящий восточнее в прямолинейные отрезки с небольшими изломами, соединявшиеся на юге с внешней стеной Главного флигеля, на севере — Винного погреба. На юго-западном отрезке стены сохранился проем, некогда являвшийся въездными воротами внутрь двора. Существование здесь ворот отмечено в документах XVI в. и на планах 1615 и 1703 годов. Второе воротное устройство существовало на северном отрезке этой стены и было разобрано вместе с фундаментом в XIX в. К обоим воротам вели каменные лестницы, а сами проемы были оформлены сводами.

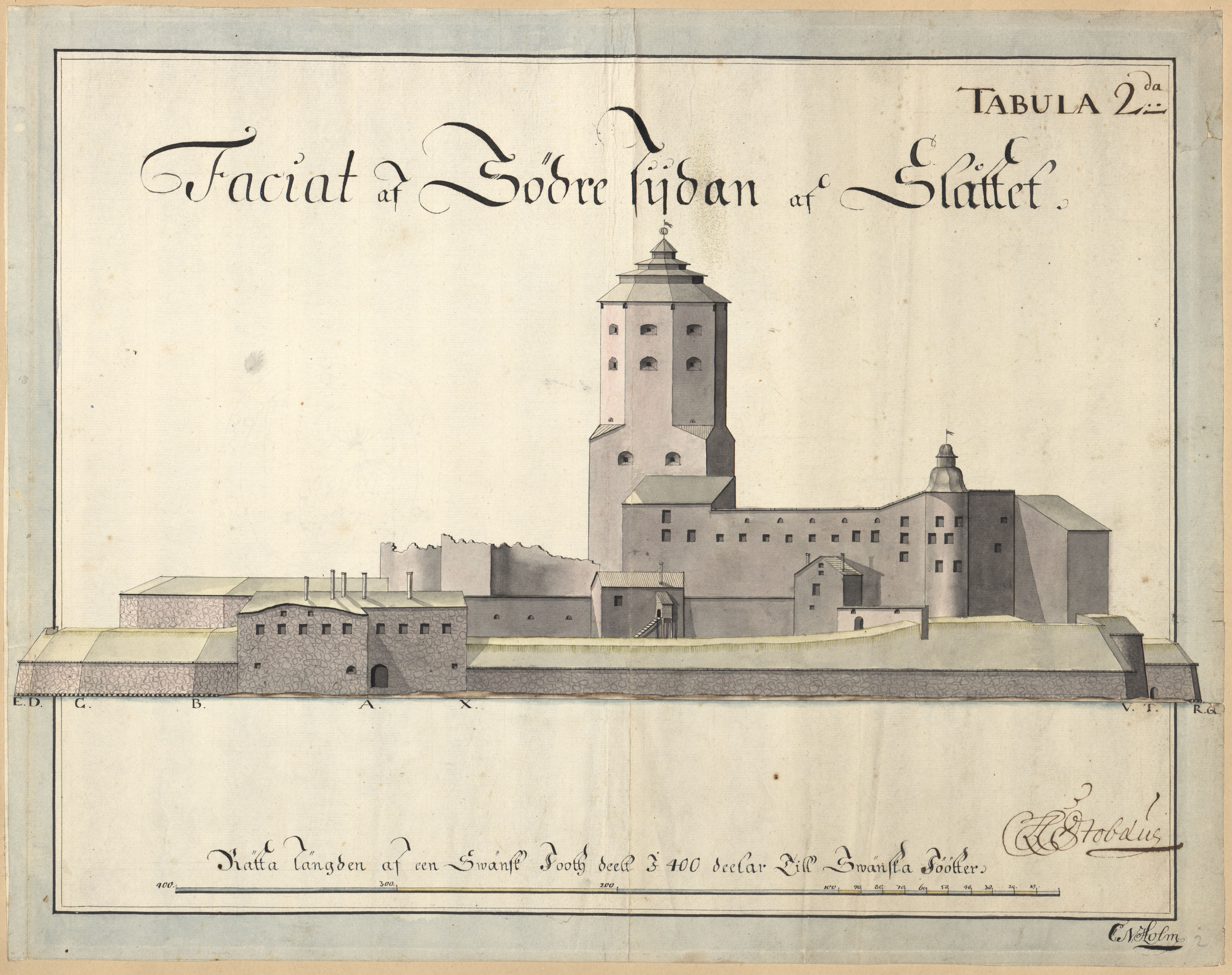
Стобеус Л. К. Хольм К. Н. Фасад Выборгского замка с Южной стороны. 1703 г. Библиотека Уппсальского университета

С возведением Северной оборонительной стены и пристройки внутри в конце XVI — начале XVII веков, стена Кузнечного двора утратила свое прежняя оборонительное значение. Стена ветшала и разрушалась, тем не менее на рисунке Лоренца Кристофера Стобеуса 1703 года запечатлены осыпавшиеся зубцы. Начальник выборгской фортификации предлагал срыть часть Кузнечного двора, чтобы расширить нижний двор замка, но, эта идея осталась только на бумаге. Вероятно в 1710 году, в ходе осады Выборга войсками Петра I, стены и постройки Кузнечного двора получили существенные повреждения. Планы русских военных инженеров XVIII—XIX веков лишь фиксировали постепенное разрушение оставшихся стен и построек. Окончательно оборонительная стена Кузнечного двора и остатки построек внутри были срыты в ходе работ по реконструкции Выборгского замка в 1891—1894 годах, тогда же на Нижнем дворе из гранитных блоков была возведена подпорная стена.
Первые археологические работы на Кузнечном дворе были проведены в 1928 году под надзором финского археолога Нильса Клеве при обнаружении подвала у подножия Башни Святого Олафа. Масштабные изыскательские работы удалось провести уже советским археологам экспедиции Госстроя Эстонской ССР под руководством Евгения Алексеевича Кальюнди. В 1965 году была заложена траншея на Кузнечном дворе. В первые же недели работы под слоем земли археологи обнаружили фрагмент первой оборонительной стены замка и основание башни, защищавшей въездные ворота в XIV в. «Башня имела квадратное в плане сечение и напоминает средневековые башни у крепостной стены города Висби на острове Готланд. Уже открыты нижние части стен этого сооружения, а также найдены следы перекрытий нижнего этажа», — сообщает Кальюнди в статье.
В 1967 г. площадь раскопок была увеличена. На Кузнечном дворе было выявлено средневековое мощение с водостоками. На участке раскопок со стороны Крепостного моста обнаружены пять перекрытых сводами помещений с вытяжными каналами и нишами для светильников. Оба участка дали множество находок: кованых гвоздей, кирпичей, фрагментов курительных трубок, ядер, монет, осколков средневекового оконного стекла, деталей сосудов, черепицы, печных изразцов. Многие из этих предметов представлены в экспозициях Выборгского объединённого музея-заповедника и сейчас.